# Newton (rivista)
Newton è stata una rivista mensile italiana di divulgazione scientifica. Fondata nel 1997 e diretta, negli ultimi anni dell'edizione RCS, da Giorgio Rivieccio. La caratteristica della rivista era una divulgazione scientifica semplice ed efficace, ma priva di sensazionalismo.

La rivista ha sospeso le pubblicazioni una prima volta nel 2008. Poi è tornata in edicola nel 2010, edita da Ri.Do. Servizi Editoriali s.r.l. e diretta da Cristiano Taglioretti. Nel 2012 è stata chiusa definitivamente.
Newton partecipava al progetto Impatto zero che si propone di piantare alberi, a seconda delle copie vendute, per la compensazione delle emissioni di biossido di carbonio.

## Prima edizione
Nel gennaio del 2008 la rivista è uscita in edicola con un numero speciale (numerato 13) che raccoglie una selezione dei 10 migliori articoli insieme a un racconto (inedito in Italia) di Arthur C. Clarke. Nell'editoriale il direttore annuncia la chiusura della rivista senza fornire spiegazioni, ma limitandosi ai ringraziamenti di circostanza. Non è quindi chiaro il motivo di una dismissione così improvvisa, ma si può ipotizzare che sia legato al calo delle vendite: 66 407 copie (-45%) contro le 120.740 dello stesso periodo dell'anno precedente.

## Seconda edizione
Nel dicembre 2009 è stato annunciato il ritorno della rivista ricomparsa in edicola nel mese di febbraio 2010, contemporaneamente è stato reso disponibile sul sito un nuovo numero 0, accessibile inserendo un opportuno codice di invito, inviato in precedenza per posta ordinaria agli ex abbonati. Chi possedeva un account sul sito aveva la possibilità di inviare ulteriori inviti tramite posta elettronica.
Sul sito era possibile abbonarsi per un anno a prezzo scontato.

### Nuova struttura della rivista
Il magazine scientifico era stato diviso in 4 sezioni, ognuna delle quali dedicata a un tema specifico che riprendeva il nome di un celebre scienziato.
- Darwin. I temi della sezione sono la scienza e l'uomo.
- Leonardo. Si parla di scienza e società.
- Einstein. Sezione relativa alla scienza e la terra.
- Galileo. Temi trattati: la scienza e l'universo.

Tra i collaboratori erano annunciati Rita Levi-Montalcini, Carlo Rubbia, Alfonso Fuggetta e Mark Buchanan.

### Chiusura definitiva
Dopo 27 nuovi numeri, nel Luglio del 2012 la rivista è fallita per la seconda volta, interrompendo le pubblicazioni senza rilasciare alcuna comunicazione.

## Rubriche
Le rubriche della rivista erano:
- l'Editoriale del direttore Cristiano Taglioretti;
- A Beautiful Mind di Mark Buchanan, fisico teorico americano e premio Lagrange 2009;
- Cuochi atomici di Davide Cassi e Chiara Albicocco, dove si parla, con esempi reali, di scienza dell'alimentazione;
- About Human Being di Stefano Moriggi, filosofo della scienza all'Università Statale di Milano;
- Fino a Prova Contraria di Sergio Schiavone, comandante del Ris di Messina;
- Head Hunters a cura del Gruppo 2003, sulle politiche, investimenti e scenari dal  mondo della ricerca;
- Man On Wire, di Gianni Silvestrini, direttore scientifico di Kyotoclub, su fonti rinnovabili e politiche energetiche;
- Next di Gianfranco Bologna, direttore scientifico di WWF Italia, sulla salvaguardia del pianeta terra;
- Algoritmi tribali a cura del MOX, laboratorio di modellistica e calcolo scientifico del Politecnico di Milano;
- Digging in the Dirt di Mario Tozzi, geologo e primo ricercatore del CNR, sull'evoluzione geologica;
- The Insider, di AA.VV., il mondo della scienza visto dagli scienziati;
- Lost and Found di Jacopo Prisco, sui geni della scienza dimenticati nella storia (e ritrovati da Newton);
- StarMan di Tommaso Maccacaro, presidente dell'Istituto Nazionale di Astrofisica;
- TreDueUno di Samantha Cristoforetti, astronauta dell'Agenzia Spaziale Europea;
- Honoris Causa di Riccardo Pietrabissa, prorettore del polo regionale di Lecco del Politecnico di Milano;
- Newpedia glossario di termini scientifici usati negli articoli e nelle rubriche;
- Interviews interviste ad esponenti del mondo della scienza internazionale;
- I racconti di Newton che riporta estratti da romanzi di tema scientifico;
- Underworld, curiosità dal mondo della scienza.